# Mihulčie (dolina)
Mihulčie je dolina ležící v podtatranské brázdě, v podcelku Zuberská brázda.
Protéká jí potok Bystrá a prochází jí silnice III. třídy z Habovky nebo Zuberce do Oravíc. Zároveň ní vede i severní hranice území TANAPu.